# Дионисий (Каламбокас)
Архимандри́т Диони́сий (греч. Αρχιμανδρίτης Διονύσιος в миру Гео́ргиос Каламбо́кас греч. Γεώργιος Καλαμπόκας; род. 12 сентября 1950, Айия-Параскеви) — запрещённый в служении клирик Фессалиотидской и Фанариоферсальской митрополии Элладской православной церкви, архимандрит, бывший настоятель монастыря Петра; основатель и духовный руководитель нескольких монастырей в Греции, США и Норвегии.

## Биография
Родился 12 сентября 1950 года в городе Трикала в Фессалии от благочестивых родителей. Его мать просила о рождении мальчика перед иконой Божией Матери «Пещерная» в монастыре святого Георгия с обещанием посвятить новорождённого Богу и получила просимое.
В 16 лет произошла встреча молодого человека с архимандритом Емилианом (Вафидисом), бывшего в то время настоятелем Преображенского монастыря Великие Метеоры. Так как прежний духовник юноши архимандрит Пантелеимон (Кафрептидис) уехал в Германию для обучения в аспирантуре, архимандрит Емилиан стал его новым духовным наставником. Благодаря ему, юноша в 1967 году принял решение оставить учёбу в Политехническом институте и поступить в братию монастыря Мегала Метеора, где одним из первых 17 августа 1969 года был пострижен в монашество с именем Дионисий (в память о духовнике архимандрита Емилиана — митрополите Трикальском Дионисии (Хараламбусе)).
В 1973 году, из-за увеличивающегося потока туристов, вместе со всей братией Великих Метеор, переезжает на Афон в монастырь Симонопетра. Был ближайшим помощником архимандрита Емилиана по организации Благовещенского женского монастыря «Ормилия» в котором был позднее служащим священником и духовником. В 1974 году был рукоположен в сан иеродиакона и позднее — иеромонаха.
19 июня 1977 года вместе с архимандритом Емилианом крестил Плакиду (Дезея) и двух других католических монахов.
3 октября 1977 года архимандритом Емилианом (Вафидисом) был пострижен в великую схиму.
В 1980 году в Лонговардском монастыре на острове Парос принял последнюю исповедь умирающего старца Филофея (Зервакоса).
В январе 1981 года был приглашён архиепископом Иаковом (Кукузисом) в Американскую архиепископию служить духовником в Богословской школе Честного Креста в Бостоне и других общинах США, а также чтобы основать там монастыри.
В 1988 году был призван в греческую армию, где служил военным священником, проповедником и духовником, а также построил полковой храм на военной базе в Мавродендри близ Козани.
В 1991 году братией монастыря Пантократор был приглашён на гору Афон и единогласно избран игуменом. За время настоятельства преобразовал монастырь Пантократор, который в течение 300 лет был особножительным, в общежительный. Позднее был приглашён патриархом Иерусалимским Диодором на Святую Землю, где стал игуменом монастыря Честного Креста, ректором Патриаршей школы на горе Сион, проповедником и духовником Святогробского братства. Несколько лет спустя он вернулся в Грецию, где уже был им основан женский монастырь Воздвижения Честного Креста в городе Фивы, в Беотии.
В 2003 году, его вместе с братией и множеством монашествующих сестер пригласил, по рекомендации архиепископа Афинского и всей Греции Христодула, глава Фессалиотидской и Фанариоферсальской митрополии Феоклит (Кумарьянос) с просьбой обосноваться в трех пустующих древних монастырях в центральной Греции и возродить институт монашества в епархии.
Является строителем и духовным руководителем четырёх обителей в Греции — монастыря Петра, женского монастыря святого Георгия «Караискаки», обители 12 апостолов «Коккини Экклисия» (Ιερά Μονή Δώδεκα Αποστόλων Κόκκινης Εκκλησιάς Καρδίτσης), обители Воздвижения Честного Креста Господня в Фивах; двух в США — женского в честь святой Нины и мужского в честь Святого Духа; двух в Норвегии — женского в честь святого Олафа и пророка Илии, а также мужского в честь святой Суннивы. Попытки ряда монашеских братств и сестричеств в Европе обрести канонический статус вне юрисдикции Константинопольского патриархата, не увенчались успехом и в настоящее время их церковный статус не определён.

## Критика
Центр религиоведческих исследований во имя священномученика Иринея Лионского под руководством А. Л. Дворкина классифицирует возникшие вокруг личности архимандрита Дионисия общины как околоправославную секту, а самого создателя как «неогуру» или «псевдостарца». Деятельность архимандрита Дионисия критикуется как в самой Греции, так и за её пределами. Правый авторитаризм его последователей привёл к ряду скандалов в связи с мошенничеством и жестокости по отношению к детям, проживающим при монастырях этого сообщества.